# Mirambel

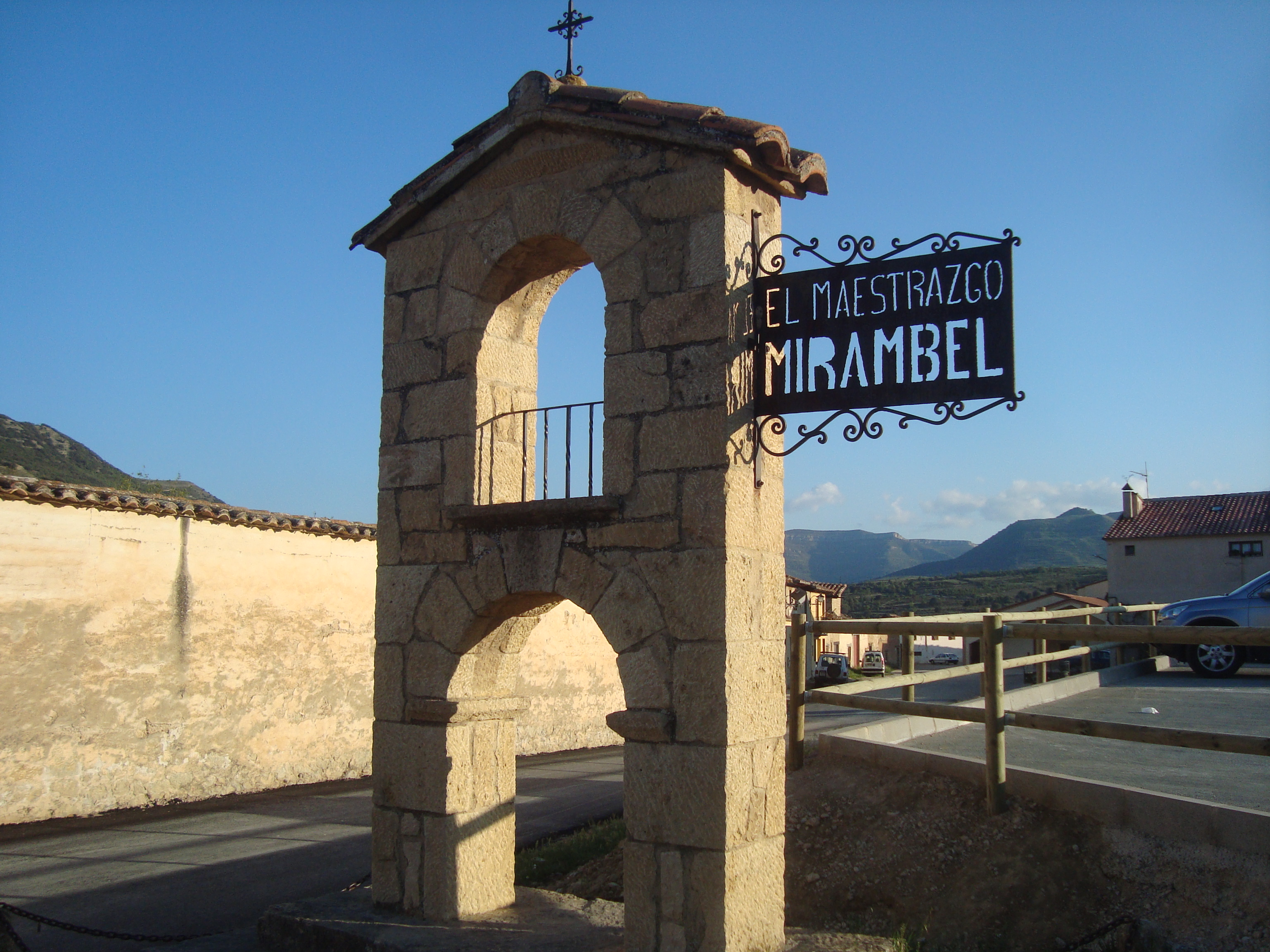
Mirambel (Teruel)

Mirambel est une commune d’Espagne, dans la Comarque du Maestrazgo, province de Teruel, communauté autonome d'Aragon.

## Les Templiers et les Hospitaliers
Au mois de mai 1243, le frère Templier Ramon de Serra, maître de la province d'Aragon et de Catalogne avec l'assentiment de ses frères du couvent de Cantavieja (an) accorde une charte de peuplement aux habitants de Mirambel. Les chevaliers de l'ordre du Temple en avaient fait de même deux ans plus tôt pour les seigneuries de La Cuba et La Iglesuela del Cid.
Les Hospitaliers succèdent aux Templiers au début du XIVe siècle et conservent la seigneurie de Mirambel au sein de la baillie de Cantavieja, elle-même dépendante de la châtellenie d'Amposta et de la langue d'Espagne puis de la langue d'Aragon.